# Stephan Bickhardt
Stephan Bickhardt (* 3. September 1959 in Dresden) ist ein deutscher evangelisch-lutherischer Pfarrer. Seit 2019 leitet er die Evangelische Akademie Sachsen. Er war ein Vertreter der Bürgerrechtsbewegung in der DDR.

## Leben
Stephan Bickhardt wuchs in einem Pfarrhaus in Dresden-Niedersedlitz auf. Er ist der Sohn von Peter Bickhardt, einem Vertreter der kirchlichen Oppositionsbewegung in der DDR und der Theologin Charlotte Bickhardt geb. Baake (1932–1996). Stephan Bickhardt hatte zwei jüngere Geschwister. Ab 1966 ging er in Dresden zur Schule. Ab 1976 engagierte er sich in der Aktion Sühnezeichen. Im selben Jahr trat Stephan Bickhardt in die FDJ ein. Trotzdem wurde er wegen seiner regimekritischen Einstellung nicht zum Abitur zugelassen. Stephan Bickhardt absolvierte 1977–1978 in Dresden eine Ausbildung zum Werkzeugmacher. Wegen mangelhafter Lehrinhalte und Arbeitsbedingungen organisierte er einen Lehrlingsstreik, dem sich auch Facharbeiter und Meister anschließen. Nach einem Bericht im Wirtschaftsmagazin der DDR-Fernsehens Prisma wurde die Lehrausbildung geändert. Neben seiner Ausbildung erwarb Stephan Bickhardt ein Sonderabitur. Er studierte ab 1979 Theologie und Religionspädagogik am Katechetischen Oberseminar in Naumburg und von 1983 bis 1986 am Sprachenkonvikt Berlin. Während seines Studiums reiste er oft nach Dresden und beteiligt sich an der Jugendarbeit der Weinbergsgemeinde. 1980 war Stephan Bickhardt an der Ausarbeitung der Initiative für die Einführung eines zivilen sozialen Friedensdienstes (SoFD) beteiligt, die vom Pfarrer der Dresdner Weinbergsgemeinde Christoph Wonneberger initiiert wurde. Zwischen 1983 und 1989 organisierte er mit Ludwig Mehlhorn mehr als dreißig Schriftstellerlesungen kritischer Autorinnen und Autoren in der eigenen, Mehlhorns und später der gemeinsamen Privatwohnung.
Nach ersten Kontakten mit oppositionellen Gruppen um Gerd Poppe und Wolfgang Templin gehörte er 1985 zu den Organisatoren der „Initiative für Blockfreiheit in Europa“ und war 1986 Mitbegründer des Arbeitskreises „Absage an Praxis und Prinzip der Abgrenzung“, aus dem die Bürgerbewegung Demokratie Jetzt entstand. Daneben war er maßgeblich an der Herstellung und Verbreitung von Samisdat-Literatur in Form der „radix-blätter“ beteiligt.
1986–1987 war er Studienreferent in der Geschäftsstelle der Evangelischen Studierendengemeinden in der DDR und bis 1989 Vikar in Fredersdorf bei Berlin. 1987 nahm Stephan Bickhardt am Olof-Palme-Friedensmarsch teil. 1989 war er Mitautor des „Aufrufs Neues Handeln“, in dem die Aufstellung unabhängiger Kandidaten und die Kontrolle der Ergebnisse bei den Kommunalwahlen am 7. Mai 1989 gefordert wurde.
Im Herbst 1989 begründete Stephan Bickhardt die oppositionellen Partei Demokratie Jetzt mit und wurde 1990 deren Geschäftsführer. 1991 schloss Bickhardt das Vikariat ab und wurde Pfarrer in Eberswalde. Von 1995 bis 2006 war er Studentenpfarrer der Evangelischen Studierendengemeinde Leipzig und wurde 2006 Pfarrer der Kirchgemeinde Großstädteln/Großdeuben. Seit November 2007 arbeitete er als Polizeiseelsorger und war zuständig für den Bereich Leipzig.
Am 3. Oktober 2014 wurde er, für seine Betätigung im Rahmen der Friedlichen Revolution, bei den Festlichkeiten zum Tag der Deutschen Einheit vom Bundespräsidenten Joachim Gauck mit dem Bundesverdienstkreuz am Bande ausgezeichnet.
2015 gehörte Stephan Bickhardt zu den Erstunterzeichnern eines offenen Briefes an die deutsche Bundeskanzlerin Angela Merkel, in dem deren Flüchtlingspolitik unterstützt wird. 2016 wandte er sich gegen die Verwendung der Losung der friedlichen Revolution in der DDR „Wir sind das Volk“ durch Pegida und Legida. Diese Forderung bekräftigte er zusammen mit über 100 Bürgerrechtlern in der Erklärung zu Chemnitz, die im zeitlichen Kontext der Ausschreitungen in Chemnitz 2018 veröffentlicht wurde.
Im August 2019 wurde er zum Direktor der Evangelischen Akademie Sachsen ernannt.
Zusammen mit seiner Frau Kathrin Bickhardt-Schulz hat er vier Kinder und sie leben gemeinsam in Markkleeberg bei Leipzig.

## Ehrungen
- 2014 Bundesverdienstkreuz am Bande

## Veröffentlichungen
- Hans-Jochen Tschiche, Ludwig Mehlhorn, Edelbert Richter, Heino Falcke, Stephan Bickhardt, Karim Saab, Reiner Eppelmann, Christian Dietrich, Martin-Michael Passauer, Georg Meusel, Andreas Schaller, Peter Grimm, Wolfgang Templin, Monika Haeger, Kathrin Eigenfeld, Gerd Poppe, Michael Kleim: SPUREN. Zur Geschichte der Friedensbewegung in der DDR. Hrsg.: Stephan Bickhardt. schreibmaschinenvervielfältigt, Berlin 1988 (stanford.edu).
- Stephan Bickhardt (Hrsg.): Recht ströme wie Wasser. Christen in der DDR für Absage an Praxis und Prinzip der Abgrenzung. Ein Arbeitsbuch aus der DDR. Mit einem Vorwort von Kurt Scharf. Wichern, Berlin 1988, ISBN 978-3-88981-034-2.
- Das Jahrzehnt der Gruppenbildung. In: Ost-West-Diskussionsforum. Nr. 8–9. Düsseldorf Oktober 1989, S. 17–18 (archive.org).